# چونزه سفلی
چونزه سفلی یک روستا در ایران است که در دهستان اجارود غربی واقع شده‌است. چونزه سفلی ۴۶ نفر جمعیت دارد.